# Veelvlek-korsetzweefvlieg
De veelvlek-korsetzweefvlieg (Neoascia interrupta) is een vliegensoort uit de familie van de zweefvliegen (Syrphidae). De wetenschappelijke naam van de soort is voor het eerst geldig gepubliceerd in 1822 door Meigen.